# フェラーリ・296GTB
フェラーリ・296GTB(Ferrari 296GTB)は、イタリアの自動車メーカー、フェラーリが販売しているプラグインハイブリッドのスーパーカーである。

## 概要
2021年6月24日にオンライン上での記者会見で発表され、その後イタリアのモデナで同年7月1日から4日にかけて開催された「モーターバレーフェスト2021」において初公開された。車名の296は2992㏄のV型6気筒エンジン搭載車であることを示し、GTBは「グランツーリスモ・ベルリネッタ」の略である。1960年代に生産された250LMをオマージュしている。
V6エンジン搭載のフェラーリは、かつてディーノブランドで発表されたディーノ・206/246以来であり、フェラーリブランドとしては史上初となる。フェラーリのプラグインハイブリッドカーはSF90ストラダーレに続き2車種目である。
V6エンジンのバンク角は120度とし、バンク内にIHI製ターボチャージャーを搭載。電気モーターを組み合わせることで830PSを発揮している。ボディサイズはフェラーリの現行モデルの中で最もコンパクトであり、リアウィンドウはトンネルバックスタイルである。最高速度は330km/h、0-100km/h加速2.9秒、0-200km/h加速7.3秒と公表されている。
納車は2022年第1四半期(1月〜3月期)以降を予定。車体価格は付加価値税（消費税）込で26万9,000ユーロ(約3,200万円)、トラック走行重視モデルのアセット・フィオラノが30万2,000ユーロ(約3,600万円)となる。
2022年4月19日、296GTBのオープンモデルである296GTSが発表された。GTSはグラン・ツーリスモ・スパイダーの略である。電動ハードトップを採用し、ハードトップは14秒で開閉でき、45km/hまでなら走行中でも開閉が可能である。

## モータースポーツ

### 296 GT3

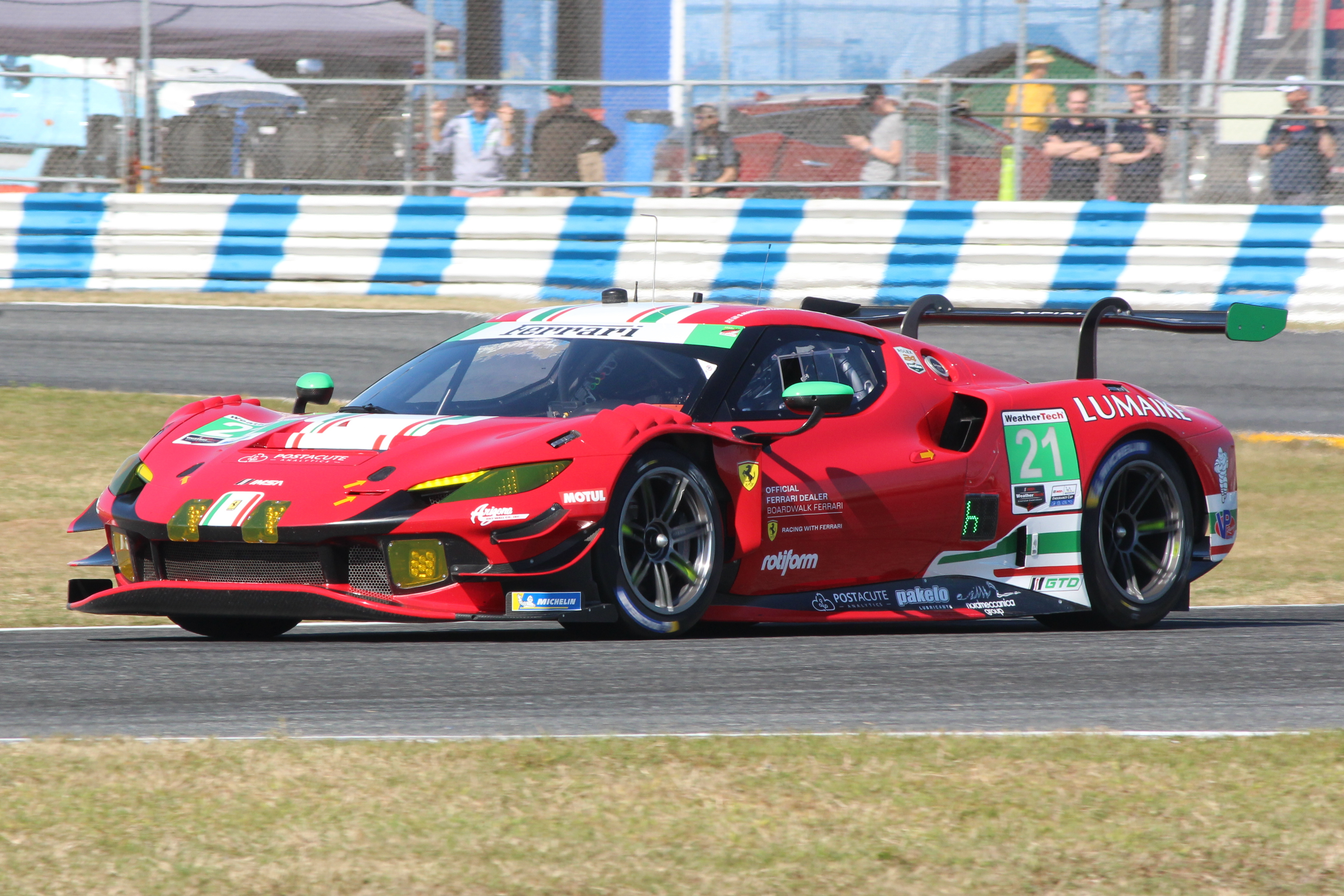
デイトナ24時間レース参戦車両

ベース車両の296 GTBのプラグインハイブリッド（PHEV）モーターを排除し、600馬力。
488 GT3に代わるグループGT3規格レーシングカーのベースマシンとなる。製造もこれまでのミケロットに代わって新たにレーシングカーコンストラクター、オレカが組立て及びカスタマー向けアフターサービスを構築し提供する。
2022年7月29日、スパ24時間レース開催時に296 GT3を公開した。2023年のデイトナ24時間レースにてレースデビューする。
2026年に向けて進化型のEVOモデルが発表された。

### 296 チャレンジ
488 チャレンジEvoに代わり2024年からフェラーリ・チャレンジで使用されるワンメイクレース車両。